# La Renégate (roman)
La Renégate (titre original : The Rogue) est un roman de fantasy écrit par Trudi Canavan et publié en mai 2011. C'est le second tome de la trilogie Les Chroniques du magicien noir , il fait suite à La Mission de l'ambassadeur.

## Résumé
L'histoire commence plusieurs semaines après la fin de La Mission de l'ambassadeur. Lorkin s'adapte peu à peu à sa nouvelle vie parmi les traîtresses, il travaille au dispensaire où il soigne les patients, sans toutefois utiliser la magie de guérison. Il cherche à en apprendre plus sur les mystérieuses pierres aux propriétés magiques fabriquées par les traîtresses, et dans le même temps, doit faire face à Kalia, sa supérieure au dispensaire, qui est fermement opposée à sa présence. Après plusieurs péripéties, Kalia parvient à capturer Lorkin et à lui soutirer les secrets de la magie de guérison, après quoi la reine lui propose d'apprendre le secret de la fabrication des pierres avant de le renvoyer en Kyralie avec la mission d'établir des relations diplomatiques entre les deux peuples.
De son côté l'ambassadeur Dannyl se lance dans une expédition avec Tayend et Achati afin de découvrir les origines de la pierre de réserve.
Sonea continue la traque de Skellin aux côtés de Cery, mais doit faire face à un nouveau problème : une novice, Lilia qui a réussi à apprendre la magie noire, et est soupçonnée du meurtre du père de son ami Naki. Lilia est emprisonnée avec la renégate Lorandra, mais réussit à briser son blocage et elles s'échappent toutes les deux pour partir à la recherche de Naki.
On découvre par la suite que Naki avait piégé Lilia, Lilia est alors réintégrée dans la guilde et Naki exécutée. À la suite du retour de Lorkin et de ses révélations, un poste d'ambassadeur auprès des traîtresses est proposé à Sonea.

## Personnages
- Sonea : Elle est l'une des magiciens noirs de la Guilde, et la mère de Lorkin.
- Lorkin : Il est le fils de 2 magiciens noirs : Sonea et Akkarin, son père est méprisé par les traîtresses pour ne pas avoir tenu la promesse qu'il leur avait fait de leur enseigner la magie de guérison. Après avoir subi une tentative d'assassinat, il s'est retrouvé prisonnier des traîtresses qui le traitent toutefois comme l'un des leurs. Il est amoureux de Tyvara.
- Dannyl : L'ambassadeur Dannyl décide de se porter volontaire pour devenir ambassadeur au Sachaka afin de pouvoir poursuivre ses recherches historiques, notamment sur les guerres entre le Sachaka et la Kyralie.
- Cery : Cery, un des chefs des voleurs, continue de chercher Skellin, le voleur-magicien qui a tué sa famille.
- Merria : Après le départ de Lorkin, Merria est devenu la nouvelle assistante de l'ambassadeur Dannyl au Sachaka.
- Anyi : C'est la fille de Cery, ainsi que son garde du corps.
- Gol : Garde du corps et vieil ami de Cery.
- Achati : Magicien Sachakanien servant de guide à l'ambassadeur Dannyl. Il fait des avances à l'ambassadeur durant leur voyage.
- Tyvara : Traîtresse qui sauva Lorkin d'une mort certaine.
- Skellin : Voleur qui se révélera par la suite être un magicien réfugié d'un pays lointain.
- Lorandra : Elle s'est réfugiée à Imardin avec son fils Skellin, ne souhaitant pas rejoindre la guilde, ils sont devenus des voleurs. Elle fut attrapée par la guilde et on lui bloqua ses pouvoirs avant de l'emprisonner.
- Lilia : Jeune novice qui fut piégé par son ami Naki qui lui força à apprendre la magie noire, elle fut accusée d'avoir tué le père de Naki.
- Naki : Jeune novice qui se révéla être une magicienne noire, elle fut exécutée après avoir été capturé.
- Kalia : Traîtresse qui fut la supérieure de Lorkin au dispensaire, elle dirigeait la faction qui avait tenté de tuer Lorkin. Elle lui vola ses connaissances sur la guérison avant d’être légèrement réprimandée pour cela par le conseil des traîtresses.

## La Trilogie du magicien noir
1. La Guilde des magiciens, Bragelonne, 2007 (The Magicians' Guild, 2001)
2. La Novice, Bragelonne, 2007 (The Novice, 2002)
3. Le Haut-Seigneur, Bragelonne, 2008 (The High Lord, 2003)

## Les Chroniques du magicien noir
1. La Mission de l'ambassadeur, Bragelonne, 2011 (The Ambassador's Mission, 2010)
2. La Renégate, Bragelonne, 2011 (The Rogue, 2011)
3. La Reine traîtresse, Bragelonne, 2012 (The Traitor Queen, 2012)